# フレ!フレ!ベストフレンズ
『フレ!フレ!ベストフレンズ』とは、声優ユニットどうぶつビスケッツ×PPPの2作目のシングル。

## 概要
初動売り上げ約1万枚。累計で1.3万枚売り上げた。
アルバム『Japari Cafe2』と同時発売。また、スマートフォンゲーム『けものフレンズぱびりおん』の主題歌に起用された。

## チャート成績
| チャート | 最高位 |
| -------- | ------ |
| オリコン | 14位   |

## 販売形態
販売形態は通常盤 (VICL-37336)と初回限定盤A (VIZL-1260)と初回限定盤B (VICL-37334/5)の3種。
- 通常盤

CD1枚組。どうぶつビスケッツ×PPPキャストの実写によるジャケット。「フレ!フレ!ベストフレンズ」のオフボーカル版が収録されている。
- 初回限定盤A

CDとDVDの2枚組。どうぶつビスケッツキャストの実写によるジャケット。CDには、「ファンファン!メロディ♪」のオフボーカル版が収録されている。DVDには、「フレ!フレ!ベストフレンズ」のミュージックビデオのフルサイズと、そのメイキング映像が収録されている。
- 初回限定盤B

CDの2枚組。アプリ『けものフレンズぱびりおん』オリジナルジャケット。1枚目には、「ファーストペンギン」のオフボーカル版が収録されている。2枚目には、「ようこそジャパリパークへ」サーバルソロバージョンと、「ようこそジャパリパークへ」をアライグマとフェネックがコンビで歌うバージョンの2曲が収録されている。

## 内容解説

### 各盤共通
1. フレ!フレ!ベストフレンズ
  - 歌：どうぶつビスケッツ×PPP

『けものフレンズぱびりおん』テーマ曲。
2017年9月16日の『けものフレンズLIVE』東京公演にて先行で初披露された楽曲[11]。他のアルバムには、現時点で未収録。
2. ファーストペンギン
  - 歌：PPP

タイトルは「群れの中で魚を獲るために海に飛び込む勇気あるペンギン」の意味[12]。ライブでは、タオルを回す振り付けで歌唱される「タオル曲」[13]。
後にPPPの単独アルバム『ペパプ・イン・ザ・スカイ!』にも収録された[14]。
3. ファンファン♪メロディ
  - 歌：どうぶつビスケッツ

どうぶつビスケッツを、どうぶつ界のPerfumeに見立てて制作された楽曲。ボーカルディレクションをじんが担当[15]。
後にどうぶつビスケッツの単独アルバム『さふぁりどらいぶ♪』にも収録された[16]。

### 初回限定盤A (DVD) のみ
1. 「フレ!フレ!ベストフレンズ」Music Video
  - ミュージックビデオ監督：川橋勇紀[17]

MV撮影に使用したのは、株式会社SPICE SERVEの「海賊船アニバーサリークルーズ号」[18]。
2. 「フレ!フレ!ベストフレンズ」メイキング映像
MV撮影のメイキング映像。

### 初回限定盤B (CD) のみ
1. ようこそジャパリパークへ サーバルバージョン
  - 歌：サーバル（尾崎由香）
2. ようこそジャパリパークへ アラフェネバージョン
  - 歌：アライグマ（小野早稀）とフェネック（本宮佳奈）

上記2曲は、セリフのみ新録であり、その他はシングル『ようこそジャパリパークへ』制作時に収録したミックスする前の各パートを使用している[15]。
2曲ともに後にベストアルバムようこそジャパリパークへ 〜こんぷりーとべすと〜にも収録された[19]。

## 収録内容

### 通常盤 (CD)
| #         | タイトル                                        | 作詞      | 作曲      | 編曲      | 時間  |
| --------- | ----------------------------------------------- | --------- | --------- | --------- | ----- |
| 1.        | 「フレ!フレ!ベストフレンズ」                    | 大石昌良  | 大石昌良  | 大石昌良  | 3:32  |
| 2.        | 「ファンファン!メロディ♪」                      | じん      | じん      | じん      | 4:20  |
| 3.        | 「ファーストペンギン」                          | halyosy   | halyosy   | halyosy   | 3:40  |
| 4.        | 「フレ!フレ!ベストフレンズ (-off vocal ver.-)」 |           | 大石昌良  | 大石昌良  | 3:30  |
| 合計時間: | 合計時間:                                       | 合計時間: | 合計時間: | 合計時間: | 15:02 |

### 初回限定盤A (CD+DVD)
| #         | タイトル                                      | 作詞      | 作曲      | 編曲  | 時間 |
| --------- | --------------------------------------------- | --------- | --------- | ----- | ---- |
| 1.        | 「フレ!フレ!ベストフレンズ」                  |           |           |       | 3:32 |
| 2.        | 「ファンファン!メロディ♪」                    |           |           |       | 4:20 |
| 3.        | 「ファーストペンギン」                        |           |           |       | 3:40 |
| 4.        | 「ファンファン!メロディ♪ (-off vocal ver.-)」 |           | じん      | じん  | 4:17 |
| 合計時間: | 合計時間:                                     | 合計時間: | 合計時間: | 15:49 |      |

| #         | タイトル                                    | 作詞  | 作曲・編曲 | 時間  |
| --------- | ------------------------------------------- | ----- | ---------- | ----- |
| 1.        | 「フレ!フレ!ベストフレンズ (Music Video)」  |       |            | 3:48  |
| 2.        | 「フレ!フレ!ベストフレンズ (Making Movie)」 |       |            | 34:55 |
| 合計時間: | 合計時間:                                   | 38:43 |            |       |

### 初回限定盤B (2CD)
| #         | タイトル                                  | 作詞      | 作曲      | 編曲    | 時間 |
| --------- | ----------------------------------------- | --------- | --------- | ------- | ---- |
| 1.        | 「フレ!フレ!ベストフレンズ」              |           |           |         | 3:32 |
| 2.        | 「ファンファン!メロディ♪」                |           |           |         | 4:20 |
| 3.        | 「ファーストペンギン」                    |           |           |         | 3:40 |
| 4.        | 「ファーストペンギン (-off vocal ver.-)」 |           | halyosy   | halyosy | 3:35 |
| 合計時間: | 合計時間:                                 | 合計時間: | 合計時間: | 15:07   |      |

| #  | タイトル                                       | 作詞 | 作曲     | 編曲     | 時間 |
| -- | ---------------------------------------------- | ---- | -------- | -------- | ---- |
| 1. | 「ようこそジャパリパークへ (サーバル ver.)」   |      | 大石昌良 | 大石昌良 | 3:25 |
| 2. | 「ようこそジャパリパークへ (アラフェネ ver.)」 |      | 大石昌良 | 大石昌良 | 3:22 |

### ユニットメンバー
1. ↑  サーバル（尾崎由香）、フェネック（本宮佳奈）、アライグマ（小野早稀）
2. ↑  ロイヤルペンギン（佐々木未来）、コウテイペンギン（根本流風）、ジェンツーペンギン（田村響華）、イワトビペンギン（相羽あいな）、フンボルトペンギン（築田行子）